# Aday Benítez
Francisco Aday Benítez Caraballo (Sentmenat, Barcelona, 16 de diciembre de 1987), conocido como Aday, es un exfutbolista y entrenador español que jugaba de defensa, siendo su último equipo el Girona F. C. Desde la temporada 2024-25 es entrenador en prácticas del C. E. Europa.

## Biografía

### Como jugador
Comenzó a jugar en las categorías inferiores del equipo de su pueblo (Sentmenat), y fichó a la edad de 11 años por el E. C. Granollers jugando en el club hasta ser juvenil. En 2006 fichó por el C. E. Premià que competía la Tercera División.
En 2009 se marchó la U. E. Sant Andreu, dando el salto a la Segunda División B y proclamándose campeón de la categoría en la primera temporada. No pudieron subir de categoría a la Segunda División ya que perdieron las dos finales de fase de ascenso contra la S. D. Ponferradina y el F. C. Barcelona "B".
En 2011 fichó por el C. E. L'Hospitalet por una temporada. En julio de 2013 firmó con el C. D. Tenerife, dando salto al fútbol profesional, y marcó su primer gol el 1 de septiembre contra el C. D. Mirandés.[cita requerida]
En 2014 se convirtió en jugador del Girona F. C. firmando un contrato por dos temporadas. Con este equipo logró un ascenso a la Primera División en 2017, categoría en la que jugó durante dos años. Siguió en el club hasta 2021, momento en el que optó por la retirada.
En marzo de 2023 hizo público en una entrevista que en la temporada 2016-17 le ofrecieron 50 000 euros por dejarse perder un partido contra el Córdoba C. F. una vez que el equipo gerundense ya había conseguido el ascenso.

### Como entrenador
En septiembre de 2022 fichó por el C. E. Europa para ser segundo entrenador de su filial. Posteriormente inició su carrera como primer entrenador en el F. C. L'Escala, dejando al equipo cerca de los puestos de ascenso a Segunda Federación. En junio de 2024 regresó al C. E. Europa para dirigir al primer equipo, pero al no disponer de la titulación necesaria hizo de entrenador en prácticas. Esa temporada el equipo consiguió ascender a Primera Federación y en el mes de mayo renovó su contrato hasta 2027.